# Серрильйос (Чилі)
Серрильйос (ісп. Cerrillos) — комуна в Чилі. Одна з міських комун міста Сантьяго. Комуна входить до складу провінції Сантьяго і Столичного регіону.

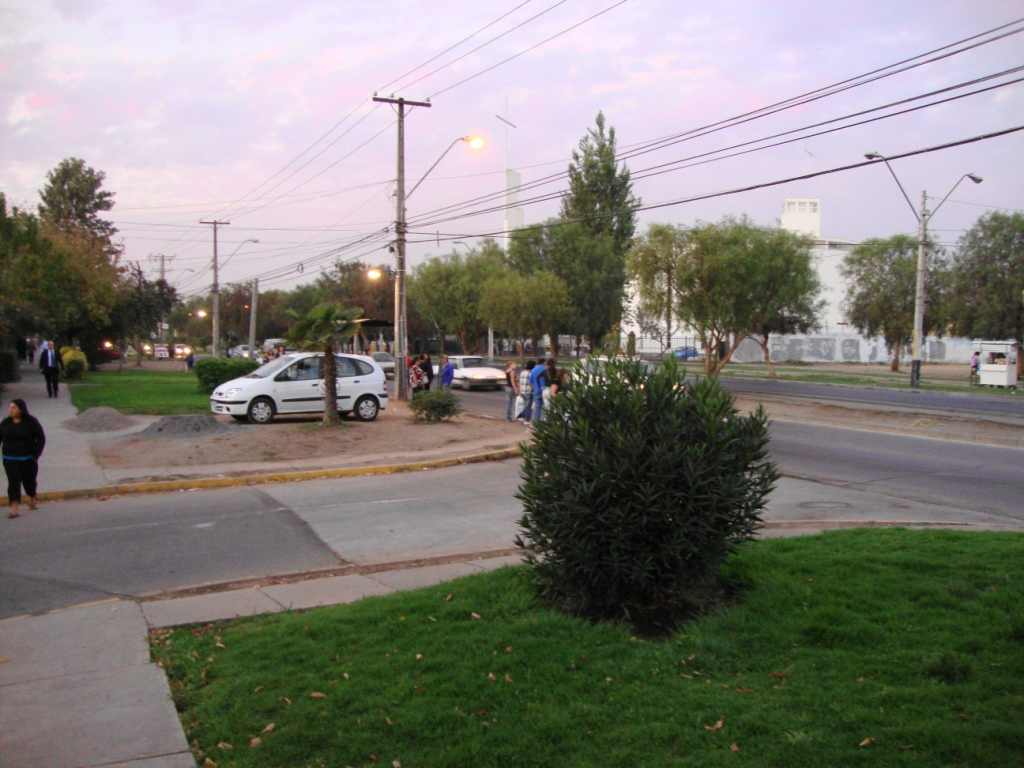
Авеніда Ло Ерасуріс

Територія — 21 км².  Щільність населення — 3849,1 чол./км².

## Розташування
Комуна розташована на південному заході міста Сантьяго.
Комуна межує:
- на півночі - з комуною Естасьйон-Сентраль
- на сході — з комунами Педро-Агуїрре-Серда, Ло-Еспехо
- на півдні - з комуною Сан-Бернардо
- на заході — з комуною Сан-Бернардо